# 17 март
17 март е 76-ият ден в годината според григорианския календар (77-и през високосна година). Остават 289 дни до края на годината.

## Събития
- 45 г. пр.н.е. – В битката при Мунда, Юлий Цезар побеждава армията на оптиматите, водена от Помпей Младши и Тит Лабиен, неговата последна победа.
- 180 г. – Комод става римски император, след като баща му Марк Аврелий умира във военен лагер Виндобона (днешна Виена).
- 455 г. – Петроний Максим става западноримски император.
- 624 г. – В Мека Мохамед удържа ключова победа над своите опоненти в курейши.
- 1229 г. – Армията на кръстоносците от Шестия кръстоносен поход навлиза в Йерусалим.
- 1845 г. – В Англия е патентован ластикът.
- 1861 г. – Провъзгласено е Кралство Италия.
- 1891 г. – Край Гибралтар потъва британският параход SS Utopia, загиват 574 души.
- 1899 г. – Астрономът Уилям Хенри Пикеринг открива Феба – естествен спътник на Сатурн.
- 1901 г. – Изложба от 71 картини на Винсент ван Гог в Париж, 11 години след смъртта му, предизвиква сензация.
- 1915 г. – Основан е ФК Тунджа (Ямбол) в читалище „Съгласие“.
- 1931 г. – Невада легализира хазарта.
- 1942 г. – Холокост: Гестапо започва депортирането на 15 000 евреи от Лвов към Лагера на смъртта в Белжец (Полша).
- 1948 г. – В Брюксел е подписан договор за военен съюз между Великобритания, Франция и Бенелюкс – първообраз на НАТО.
- 1951 г. – Издаден е указ на Президиума на Народното събрание на Народна република България за всенародна безплатна медицинска помощ.
- 1951 г. – Сформирана е 10 ИАДв в Граф Игнатиево
- 1959 г. – Тензин Гятсо, 14-ият далай лама, напуска Тибет и отпътува за Индия.
- 1965 г. – Създаден е Съюзът на архитектите в България.
- 1969 г. – Голда Меир става първата жена министър-председател на Израел.
- 1980 г. – Английският парламент решава да бойкотира Летните олимпийски игри в Москва.
- 1982 г. – В европейския клубен шампионат ЦСКА елиминира тогава действащия шампион Ливърпул след 2:0 в продълженията.
- 1988 г. – Самолетът при полет 410 на „Авианка“ се разбива в  Кукута и убива всички 143 души на борда.
- 1991 г. – Служебното правителство на Димитър Попов подписва първо споразумение с Международния валутен фонд.
- 1992 г. – Самоубийствен атентат с кола бомба взривява посолството на Израел в Буенос Айрес (Аржентина), загиват 29 души и са ранени 242.

## Родени
- 763 г. – Харун ал-Рашид, арабски владетел († 809 г.)
- 1473 г. – Джеймс IV, крал на Шотландия († 1513 г.)
- 1578 г. – Франческо Албани, италиански художник († 1660 г.)
- 1733 г. – Карстен Нибур, немски изследовател († 1815 г.)
- 1834 г. – Готлиб Даймлер, немски инженер и индустриален дизайнер († 1900 г.)
- 1839 г. – Йозеф Райнбергер, немски композитор († 1901 г.)
- 1856 г. – Михаил Врубел, руски художник († 1910 г.)
- 1865 г. – Габриел Нарутович, първи президент на Полша († 1922 г.)
- 1877 г. – Ото Грос, австрийски психолог († 1920 г.)
- 1881 г. – Валтер Хес, швейцарски физиолог, Нобелов лауреат († 1973)
- 1902 г. – Боби Джоунс, американски голф играч († 1971 г.)
- 1912 г. – Сегундо Дурандал, боливийски футболист († 1976 г.)
- 1920 г. – Делчо Делчев, български офицер († 2007 г.)
- 1921 г. – Меир Амит, израелски политик († 2009 г.)
- 1923 г. – Ангел Ангелов, български художник († 2008 г.)
- 1923 г. – Мило Дор, австрийски писател († 2005 г.)
- 1929 г. – Нено Дончев, български аграрен учен († 1991 г.)
- 1930 г. – Джеймс Ъруин, американски астронавт († 1991 г.)
- 1930 г. – Черемухин, български хуморист († 2003 г.)
- 1935 г. – Оскар Пано, аржентински шахматист
- 1935 г. – Ханс Волшлегер, немски писател († 2007 г.)
- 1938 г. – Рудолф Нуреев, руски балетист († 1993 г.)
- 1939 г. – Джовани Трапатони, италиански футболист и треньор
- 1939 г. – Робин Нокс-Джонстън, английски ветроходец и писател
- 1944 г. – Георги Братанов, български писател († 2000 г.)
- 1945 г. – Димитър Кърнолски, български композитор († 2009 г.)
- 1948 г. – Уилям Гибсън, американски писател
- 1949 г. – Патрик Дъфи, американски актьор
- 1950 г. – Румянчо Горанов, български футболист
- 1951 г. – Кърт Ръсел, американски актьор
- 1955 г. – Надка Николова, български филолог
- 1962 г. – Васил Драголов, български футболист
- 1964 г. – Роб Лоу, американски актьор
- 1969 г. – Александър Маккуин, британски моден дизайнер († 2010 г.)
- 1978 г. – Саша Станишич, босненско-немски писател
- 1980 г. – Галин Михайлов, български футболист
- 1986 г. – Един Джеко, босненски футболист
- 1988 г. – Граймс, канадска певица

## Починали
- 45 г. пр.н.е. – Тит Лабиен, римски военачалник (* 100 пр.н.е.)
- 180 г. – Марк Аврелий, римски император и философ (* 121 г.)
- 460 г. – Свети Патрик, покровител на Ирландия и ирландците (* ок. 390 г.)
- 1516 г. – Джулиано Лоренцо Медичи, флорентински аристократ (* 1479 г.)
- 1680 г. – Франсоа дьо Ларошфуко, френски писател (* 1613 г.)
- 1782 г. – Даниел Бернули, швейцарски математик (* 1700 г.)
- 1830 г. – Лоран Сен Сир, френски маршал (* 1764 г.)
- 1845 г. – Кирил Пейчинович, български духовник и просветител (* ок. 1770 г.)
- 1853 г. – Кристиан Доплер, австрийски математик (* 1803 г.)
- 1876 г. – Бьортън Гунльойсон, исландски математик и картограф (* 1788 г.)
- 1897 г. – Виторио Ботего, италиански пътешественик и изследовател (* 1861 г.)
- 1917 г. – Франц Брентано, германски философ (* 1838 г.)
- 1921 г. – Николай Жуковски, руски учен, създател на науката Аеродинамика (* 1847 г.)
- 1949 г. – Александра Екстер, украинска художничка († 1882 г.)
- 1950 г. – Адолф Майер, швейцарски психиатър (* 1866 г.)
- 1956 г. – Ирен Жолио-Кюри, френска физичка, Нобелова лауреатка през 1935 г. (* 1897 г.)
- 1970 г. – Фернан Кромелинк, белгийски драматург (* 1886 г.)
- 1974 г. – Луис Кан, американски архитект (* 1901 г.)
- 1976 г. – Лукино Висконти, италиански режисьор (* 1906 г.)
- 1987 г. – Асен Василев, български художник, резбар (* 1909 г.)
- 1993 г. – Хелън Хейс, американска актриса († 1900 г.)
- 2002 г. – Луизе Ринзер, немска писателка (* 1911 г.)
- 2002 г. – Васил Митков, български футболист (* 1943 г.)
- 2003 г. – Хърбърт Аптекър, американски историк (* 1915 г.)
- 2007 г. – Емил Трифонов – Кембълът, български журналист (* 1964 г.)
- 2011 г. – Майкъл Гоф, английски актьор (* 1916 г.)

## Празници
- Бостън (САЩ) – „Ден на евакуацията“ (през 1776 английската войска се евакуира в Бостън)
- Ирландия и Северна Ирландия (Великобритания) – Ден на Свети Патрик (национален празник)